# 류큐어파
류큐어파(일본어: 琉球語派, 영어: Ryukyuan languages) 또는 류큐 제어(일본어: 琉球諸語)는 류큐 제도에서 주로 류큐 민족이 사용하는 언어군으로 일본어족의 한 갈래이다. 류큐어를 독립된 언어로 보지 않고 일본어에 속한 류큐 방언(일본어: 琉球方言)이라고 부르기도 한다.
류큐어를 어떻게 나눌 것인가에 대한 학설은 여러 가지가 있는데, 여섯 개의 언어로 나누는 견해, 11개로 나누는 견해 등 다양하다.

## 구분
류큐어는 보통 크게 북류큐 방언(북류큐어군)과 남류큐 방언(남류큐어군)으로 분류된다. 북류큐어군은 크게 아마미 제도의 아마미어, 오키나와 제도 북부의 북오키나와어, 오키나와 제도 중·남부의 오키나와어로 나뉜다.
- 북류큐어군
  - 아마미 제어: 아마미 제도에서 사용되는 제어. 사용자수 130,000.
    - 기카이어 (Kikai)
    - 아마미오시마어 (Amami Ōshima)
    - 도쿠노시마어 (Tokunoshima)

  - 북오키나와 제어: 오키나와 제도의 북쪽 지역들(오키나와섬의 북부 및 인근 도서)에서 사용되는 제어. 사용자수 약 10,000.
    - 오키노에라부어 (Okinoerabu)
    - 요론어 (Yoron)
    - 구니가미어 (Kunigami)

  - 오키나와어: 오키나와섬의 중·남부 및 인근 섬들에서 사용되는 언어. 슈리어(Shuri)로도 불리며 류큐제어 중 가장 일반적으로 사용됨. 사용자수 900,000.
- 남류큐어군
  - 미야코어: 미야코 제도에서 사용되는 언어. 사용자수 68,000.
  - 야에야마어: 야에야마 제도의 대부분 지역에서 사용되는 언어. 사용자수 47,600.
  - 요나구니어: 야에야마 제도의 요나구니섬에서 사용되는 언어. 사용자수 400.

다음은 류큐어파를 6개의 언어로 나누는 유네스코 소멸위기언어와 11개의 언어로 나누는 에스놀로그·ISO 639-3의 방식 간의 대응을 표로 정리한 것이다.
| 유네스코 소멸 위기 언어 명칭 | 에스놀로그 명칭                         | ISO 639-3 |
| ---------------------------- | --------------------------------------- | --------- |
| Okinawan 오키나와어          | Okinawan, Central 중앙 오키나와어       | ryu       |
| Amami 아마미어               | Amami-Oshima, Northern 북아마미오시마어 | ryn       |
| Amami 아마미어               | Amami-Oshima, Southern 남아마미오시마어 | ams       |
| Amami 아마미어               | Toku-No-Shima 도쿠노시마어              | tkn       |
| Amami 아마미어               | Kikai 기카이어                          | kzg       |
| Miyako 미야코어              | Miyako 미야코어                         | mvi       |
| Yaeyama 야에야마어           | Yaeyama 야에야마어                      | rys       |
| Kunigami 구니가미어          | Kunigami 구니가미어                     | xug       |
| Kunigami 구니가미어          | Yoron 요론어                            | yox       |
| Kunigami 구니가미어          | Oki-No-Erabu 오키노에라부어             | okn       |
| Yonaguni 요나구니어          | Yonaguni 요나구니어                     | yoi       |

## 특징
일부 지역을 제외하고는 모음은 /a/, /i/, /u/ 의 세 개로 이루어져 있어, ‘あいうえお’는 ‘あいういう’가 된다. 그러나 /e/, /o/가 사용되는 경우도 있다.
| 일본어 | 류큐어 |
| ------ | ------ |
| /e/    | /i/    |
| /o/    | /u/    |
| /ai/   | /e/    |
| /au/   | /o/    |

일본어의 ハ행(/h/)이 많은 지역에서 パ행(/p/)이나 ファ행(/f/)으로 변한다. 이것은 헤이안 시대 이전의 일본어 발음과 일치한다.
예를 들면 미야코 제도와 야에야마 제도 지역에서는 다음의 음운 규칙이 적용된다.
| 일본어  | 류큐어 (미야코·야에야마) |
| ------- | ------------------------ |
| 하 /ha/ | /pa/                     |
| 히 /hi/ | /pi/                     |
| 후 /hu/ | /fu/                     |
| 헤 /he/ | /pi/                     |
| 호 /ho/ | /pu/                     |

イ행에서는 k음, t음이 구개음화해서 ch음이 된다.
| 일본어  | 류큐어 |
| ------- | ------ |
| き /ki/ | /chi/  |
| ち /ti/ | /chi/  |

## 일본어와 류큐어의 대응
| 일본어 | 아마미 방언 | 오키노에나부 ·요론·오키나와 방언 | 미야코·아에야마 방언 | 요군코쿠 방언 |
| ------ | ----------- | -------------------------------- | -------------------- | ------------- |
| あa    | あa         | あa                              | あa                  | あa           |
| えe    | いぅï       | いi                              | いi                  | いi           |
| おo    | うu         | うu                              | うu                  | うu           |
| い i   | いi         | いi                              | いぅï                | いi           |
| うu    | うu         | うu                              | うu                  | うu           |

| 일본어  | 아마미 방언 | 오키나와 방언 | 미야코 | 아에야마 방언 | 요군코쿠 방언 |
| ------- | ----------- | ------------- | ------ | ------------- | ------------- |
| あいai  | ëː, eː      | eː            | aï, ai | ai            | ai            |
| あえae  | ëː, eː      | eː            | ai     | ai            | ai            |
| あお ao | oː          | oː            | oː, au | oː, au        | au            |
| あう au | oː          | oː            | oː     | au            | u             |
| おえoe  | ïː, ëː      | iː, eː        | ui     | ui            | ui            |

## 류큐어의 예
‘오키나와’를 위의 음운 변화에 따라서 변화시키면 ‘우치나’가 된다. 다음은 오키나와어의 예이다.
- 雨→アミ（/ʔami/,아미）
- 舟→フニ(후니)
- 雲→クム(쿠무)
- 灰→フェー(훼:)
- 前→メー(메:)
- 青い 아오이[6]→オーサン（/ʔoːsan/,오:산）
- 買う 카우[6]→コーユン

## 언어 자격
류큐어는 류큐 제도를 제외한 일본 본토의 일본어와 의사 소통이 불가능하다. 또한 류큐어 자체도 마찬가지로 하위에 있는 ‘방언’들 간에 의사 소통이 원활하지 않아 류큐 제어라 하여 단일한 언어가 아니라 여러 개별 언어의 집합으로 간주하는 경우가 많다. 이에 따라 에스놀로그는 류큐 제어 밑에 11개의 개별 언어가 있는 것으로 분류하였고, 유네스코는 6개의 개별 언어로 취급하였다. 2009년 유네스코가 일본 내 ‘언어’들 중에 8개를 소멸위기언어로 추가하였는데 그 중 6개가 류큐어의 방언이다.

## 같이 보기
- 류카
- 조몬 시대